# Staveley (Cumbria)
Staveley è un villaggio dell'Inghilterra, appartenente alla contea della Cumbria, della parrocchia civile di Nether Staveley e Over Staveley.